# Пјанице (Белуно)
Пјанице (итал. Pianizze) је насеље у Италији у округу Белуно, региону Венето.
Према процени из 2011. у насељу је живело 9 становника. Насеље се налази на надморској висини од 647 м.